# Blindage Kanchan
Pour les articles homonymes, voir Blindage.
Le blindage Kanchan (en anglais : Kanchan armour) est le blindage composite protégeant l'avant du char de combat Indien Arjun.
Durant les années 1980, les laboratoires du DMSRDE à Kanpur et du DMRL d'Hyderabad ont entrepris des recherches visant évaluer l'efficacité de la fibre de verre à base de résine phénolique comme protection balistique.
L'origine du nom Kanchan provient du nom Kanchan Bagh, un quartier d'Hyderabad situé non loin du complexe où se trouve le laboratoire du DMRL.

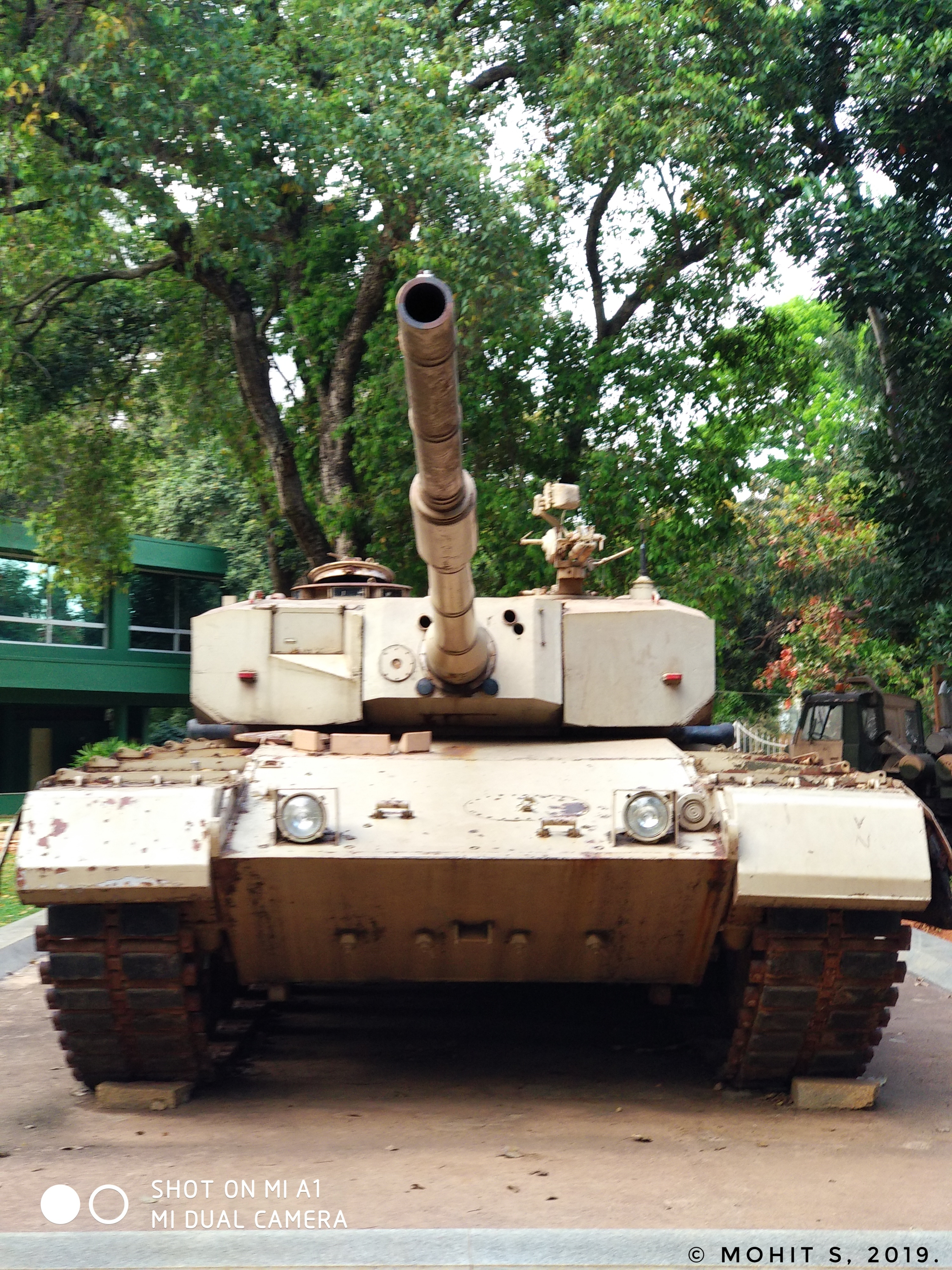
Le glacis du char de combat Arjun renferme des panneaux en plastique renforcé de fibres appelé Kanchan.

## Description
Ce blindage consiste en trois panneaux de plastique renforcé de fibre de 1 × 1 m x 50 mm intercalés entre deux plaques d'acier Jackal, un acier faiblement allié également conçu par le DMRL.
Cette configuration offre une protection contre les obus-flèches de 105 mm et les obus explosifs à charge creuse de 106 mm tirés par le canon sans recul M40.
Le blindage Kanchan a été également monté, sous forme de caissons rapportés, sur un char de combat Vickers Mk. 1 "Vijayanta".

## Fabricant
145 tonnes de panneaux de plastique renforcé de fibre ont été fabriqués par la société Permali Wallace Pvt. Ltd.à Bhopal qui est spécialisée dans la production de panneaux en bois composite, de plaques en fibre de verre et en boîtiers d'appareillage électrique en époxy.